# ホテル カンプ
ホテル カンプ（Hotel Kämp）は、フィンランドの首都ヘルシンキのポホヨイスエスプラナーディ通りにあるホテル。
1887年に設立された。世界的な著名人が多く宿泊した。
フィンランドで宿泊料の最も高い部屋があり、「マンネルヘイムスイートルーム」の料金は、1日あたり3,522ユーロである。